# Adrian Piperi
Adrian „Tripp“ Piperi (* 20. Januar 1999 in The Woodlands, Texas) ist ein US-amerikanischer Leichtathlet, der sich auf das Kugelstoßen spezialisiert hat. 2022 gewann er bei den NACAC-Meisterschaften die Silbermedaille.

## Sportliche Laufbahn
Adrian Piperi wuchs in Texas auf und sammelte 2015 erste internationale Erfahrungen, als er bei den Jugendweltmeisterschaften in Cali mit einer Weite von 22,00 m die Goldmedaille mit der leichteren 5-kg-Kugel gewann und im Diskuswurf mit 58,81 m den sechsten Platz belegte. Im Jahr darauf gewann er bei den U20-Weltmeisterschaften in Bydgoszcz mit 20,62 m die Bronzemedaille mit der 6-kg-Kugel und 2017 sicherte er sich bei den U20-Panamerikameisterschaften in Trujillo mit 20,26 m ebenfalls die Bronzemedaille. Im selben Jahr begann er ein Studium an der University of Texas at Austin. 2018 gewann er bei den U20-Weltmeisterschaften in Tampere mit 22,06 m die Silbermedaille. In den Jahren 2019 und 2022 wurde er NCAA-Collegemeister im Kugelstoßen und 2022 erreichte er bei den Weltmeisterschaften in Eugene das Finale und belegte dort mit 20,93 m den achten Platz. Anschließend gewann er bei den NACAC-Meisterschaften in Freeport mit 20,76 m die Silbermedaille hinter seinem Landsmann Roger Steen. 2025 gewann er bei den Hallenweltmeisterschaften in Nanjing mit 21,48 m die Bronzemedaille hinter dem Neuseeländer Tomas Walsh und seinem Landsmann Steen.
2025 wurde Piperi US-amerikanischer Hallenmeister im Kugelstoßen.

## Persönliche Bestleistungen
- Kugelstoßen: 21,74 m, 6. Februar 2021 in College Station
- Diskuswurf: 52,95 m, 29. März 2019 in Austin